# 香港紅十字会

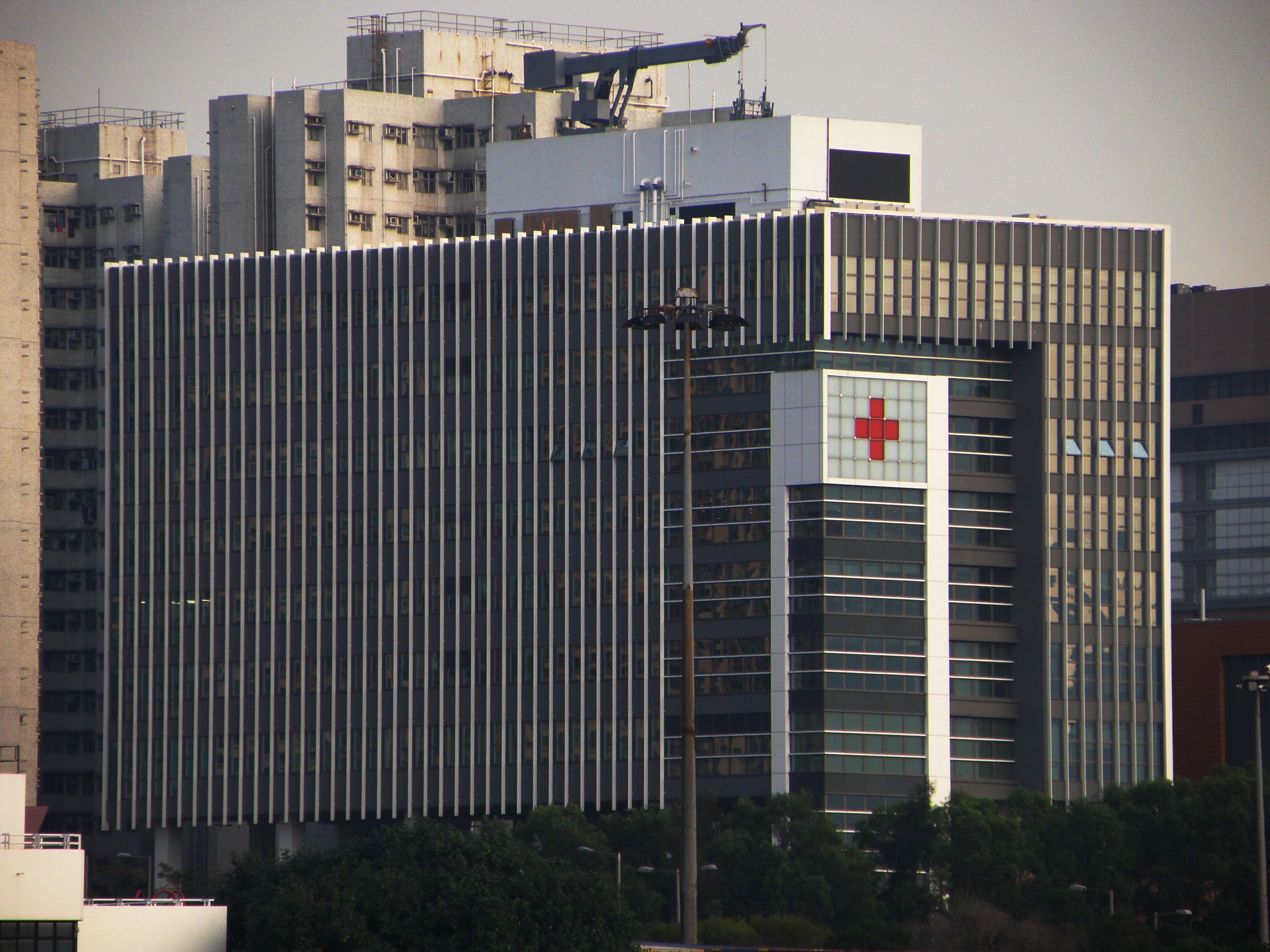
香港紅十字会の油尖旺区西九龍にある本部ビル

香港赤十字会（ホンコンせきじゅうじかい、中国語(繁体字)：香港紅十字會、英: Hong Kong Red Cross）とは、香港の人道支援組織の一つ。国際赤十字赤新月社連盟の一員として事業を行っている。

## 概要
1949年に英国赤十字社香港支部として発足し、引き続き英国赤十字社の援助を受けつつも1950年から香港紅十字会として設立された。
1952年には献血事業を始め、九龍病院とクイーン・メアリー病院などに輸血用血液を届けた。
1953年の石硤尾大火の際も大規模火災の有事として出動。約18万点の衣類を被災者に届けた。
1997年、香港が中華人民共和国に返還されてからは中国紅十字会の支部として活動している。
香港紅十字会輸血サービスセンター、クイーン・メアリー病院紅十字会院内学級、特別学校の運営をしている。

## 関連事項
- 赤十字社
- 国際赤十字赤新月社連盟
- 赤十字国際委員会
- 国際赤十字赤新月組織一覧